# Agence nationale d'appui à la performance des établissements de santé et médico-sociaux
Pour les articles homonymes, voir ANAP.
L’Agence nationale d’appui à la performance des établissements de santé et médico-sociaux, connue sous son acronyme ANAP, est un groupement d'intérêt public français chargé d’aider les établissements à améliorer leurs services par le biais d’outils et de recommandations. Elle a été créée en 2009 et est située à Paris.
Pour la réalisation de ses missions, elle peut conduire des audits de structures de soins et appuyer méthodologiquement les Agences régionales de santé,.
En janvier 2022, elle se réorganise, change de logo et devient l'Agence nationale de la performance sanitaire et médico-sociale, tout en conservant son acronyme ANAP,.